# لیلیان فاچز
لیلیان فاچز (۱۸ نوامبر ۱۹۰۱) - ۵ اکتبر ۱۹۹۵) نوازنده ویولون، معلم و آهنگساز آمریکایی بود. وی به عنوان یکی از بهترین نوازندگان ساز در زمان خود شناخته می‌شود. او از یک خانواده موسیقی‌دان بود و برادرانش، جوزف فوکس، ویولونیست و هری فوچس، ویولن سل، با او در ضبط‌های مختلف اجرا داشتند.

## زمینه
لیلیان فاچز تحصیلات موسیقی خود را به عنوان پیانیست آغاز کرد، بعداً نزد پدرش ویولن آموخت و پس از آن نزد فرانتس کنیسل (استاد کنسرت سابق ارکستر سمفونیک بوستون و اولین ویولونیست کوارتت کنیزل) در انستیتوی هنر موسیقی که اکنون مدرسه جولیارد است، تحصیل کرد. او در مدرسه موسیقی منهتن، مدرسه جولیارد، مدرسه و فستیوال موسیقی اسپن و مدرسه موسیقی بلو هیل، که با برادرش جوزف تأسیس کرد، به عنوان معلم مشغول بود. مارتا استرانگنین کاتز، جیمز وندل گریفیت، جرالدین والتر، لارنس داتون و ییزاک شوتن شاگردان وی بودند. کتاب‌های او امروزه در دانشگاه‌ها و مدارس موسیقی از منابع مهم در سراسر جهان هستند. وی همچنین یک سوناتا پاستوراله را برای انفرادی ویولا ساخت.
او بسیاری از قطعات استاندارد و غیراستاندارد از جمله آثار قابل توجه قرن بیستم را در رپرتوار ویولا اجرا کرد. لیلیان فاچز در سال ۱۹۲۶ به نواختن ویولن در نیویورک پرداخت، اما خیلی زود با اصرار فرانتس کنیزل یکی از اعضای بنیانگذار کوارتت Perolé بود و از سال ۱۹۲۵ تا ۱۹۴۵ با این گروه همراهی کرد. او با کوارتت‌های زهی بوداپست و آمادئوس همکاری کرد.
فاچز که یک معلم مشهور ویولا بود، همچنین یک معلم مهم موسیقی مجلسی بود و در بین دانش آموزانش آیزاک استرن، پینچاس زوکرمن، دوروتی دلی، رزماری گلاید و بسیاری دیگر را می‌توان نام برد. تأثیر لیلیان فاچز را می‌توان در دو دخترش، باربارا استین مالو، نوازنده ویولن سل، کارول استین آمادو، نوازنده ویولون و نوه او دیوید آمادو، رهبر ارکستر مشاهده کرد.

## ضبط‌ها
بسیاری از ضبط‌های وینیل وی امروزه کالاهای کلکسیونی است (که اغلب در eBay یافت می‌شوند) و از لحاظ تجاری در دسترس نیستند.